# Lasioglossum glabriusculum
Lasioglossum glabriusculum là một loài Hymenoptera trong họ Halictidae. Loài này được Morawitz mô tả khoa học năm 1872.